# Potentilla pedata
Potentilla pedata là loài thực vật có hoa trong họ Hoa hồng. Loài này được Nestl. miêu tả khoa học đầu tiên.